# 连结党
连结党（日语：結いの党）是2013年12月18日成立的日本政党。由众人之党中支持前党干事长江田宪司的「在野党重组」理念的14名两院议员脱党成立。。2014年9月21日与日本维新会合并，组建维新党后，该党撤销。